# Button Gwinnett
Button Gwinnett (Gloucestershire, 3 marzo 1735 – Savannah, 19 maggio 1777) è stato un politico statunitense di origine britannica.
Fu uno dei padri fondatori degli Stati Uniti d'America, e divenne il secondo governatore repubblicano dello Stato della Georgia.
Morì tragicamente in duello ucciso dal suo acerrimo rivale, il generale Lachlan McIntosh, a seguito della disputa sulla fallita invasione della Florida orientale, pochi mesi dopo aver firmato la Dichiarazione d'indipendenza ed essere diventato governatore della Georgia.

## Biografia

### Origini e arrivo in America

Stemma di Button Gwinnett.

Gwinnett nacque nel 1735 nel villaggio di Down Hatherley, nella contea del Gloucestershire, in Inghilterra, a pochi chilometri dal capoluogo. La sua famiglia aveva origini gallesi: suo padre, il reverendo Samuel Gwinnett, proveniva dalla contea gallese di Gwynedd, e il cognome familiare assai simile ne era un chiaro richiamo. Era il terzo di sette figli, e dovette il proprio inusuale nome alla cugina di sua madre, Barbara Button, che fu sua madrina.
Iniziò la sua carriera lavorativa come apprendista presso suo zio William Gwinnett, poi si trasferì a Wolverhampton nello Staffordshire nel 1754 dopo un ulteriore apprendistato con un fabbro. Il 19 aprile 1757 sposò Anne Bourne, figlia di un fruttivendolo; nel 1762 la coppia, che ebbe tre figlie, lasciò Wolverhampton per sfuggire ai debiti ed emigrò in America.
Nel Nuovo Mondo Gwinnett si dedicò al commercio, e le sue attività lo portarono da Terranova alla Giamaica. Mai molto riuscito come mercante, si trasferì a Savannah nel 1765 e vi aprì un negozio. Quando anche quest'impresa fallì, acquistò a credito la piccola isola di Santa Caterina e un gran numero di schiavi per fondarvi una piantagione. Sebbene anche quest'attività avesse avuto scarso successo, divenne uno dei cittadini prominenti di Savannah e si fece strada nella politica locale, diventando giudice di pace e venendo eletto all'Assemblea provinciale.

### Carriera politica
Gwinnett non sostenne i diritti coloniali fino al 1775, quando la parrocchia di St. John, che comprendeva le sue terre, minacciò di separarsi dalla Georgia a causa della risposta conservatrice della colonia al precipitare degli eventi. Fu durante il suo mandato nell'Assemblea che si scontrò per la prima volta con Lachlan McIntosh, che divenne il suo principale nemico, mentre il collega Lyman Hall (anch'egli futuro governatore della Georgia) era il suo più stretto alleato.
Gwinnett fu nominato rappresentante georgiano al Congresso continentale assieme ad Hall e a George Walton, dove votò a favore della Dichiarazione di Indipendenza, adottata dal Congresso il 2 luglio 1776, firmandone la famosa copia in pergamena il 2 agosto successivo. Tornato in Georgia Gwinnett, nonostante non avesse alcuna esperienza militare, tentò di ottenere la nomina a generale di brigata dal Congresso per guidare il 1º Reggimento di Fanteria dell'esercito continentale, ma fu proprio il rivale McIntosh ad ottenere l'ambita posizione, e ciò non fece che acuire il risentimento tra i due.
Gwinnett entrò a far parte del governo statale georgiano, e nel 1777 scrisse la bozza originale della prima costituzione della Georgia. Divenne presidente dell'Assemblea della Georgia, carica che mantenne fino all'improvvisa morte del governatore Archibald Bulloch poco tempo dopo; venne quindi eletto dall'Assemblea per sostituirlo, e divenne il secondo governatore repubblicano della Georgia.

### Governatore della Georgia
Gwinnett sfruttò la nuova posizione per minare l'autorità del generale McIntosh, con cui ormai era ai minimi termini. Le tensioni tra i due raggiunsero il culmine quando l'Assemblea Generale votò per approvare un attacco contro la Florida britannica nell'aprile del 1777, azione di cui il governatore era un forte propugnatore.
L'invasione tuttavia si rivelò un completo fallimento: il generale era contrario ad attaccare la Florida, ed eseguì gli ordini di malavoglia. In qualità di delegato ad interim del Congresso della Georgia e comandante in capo dell'esercito statale, Gwinnett era legalmente il superiore del suo rivale McIntosh, e poté rifarsi impunemente su di lui e la sua famiglia: fece arrestare suo fratello George per tradimento (era, tra l'altro, l'unico ad essersi opposto alla sua elezione a governatore) ed accusò il generale stesso di essere in combutta con gli inglesi.
La tensione tra i due non fece che esacerbarsi, e McIntosh, ormai fuori di sé, definì pubblicamente il rivale "una canaglia e un mascalzone bugiardo". Gwinnett, non potendo tollerare quest'offesa, sfidò McIntosh a duello. Poco dopo, in considerazione del malgoverno di Gwinnett (e dell'esito incerto del duello imminente) l'8 maggio 1777 l'Assemblea della Georgia non rinnovò il mandato al governatore uscente ed elesse al suo posto John A. Treutlen.

### Morte
McIntosh e Gwinnett si scontrarono il 16 maggio successivo alla pistola, in una piantagione vicino Savannah. I due si allontanarono di dodici passi l'uno dall'altro e spararono, rimanendo entrambi feriti ad una gamba. Gwinnett morì per le ferite riportate tre giorni più tardi, e fu sepolto nel cimitero del Colonial Park di Savannah; come il predecessore Bulloch, anch'egli era morto pochi mesi dopo aver assunto la carica di governatore.
McIntosh, sebbene ferito, si riprese e visse fino al 1806, senza mai essere condannato per l'omicidio di Gwinnett (anche se fu obbligato a lasciare la Georgia per sfuggire alla vendetta dei suoi seguaci).

## Eredità

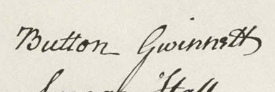
Firma di Button Gwinnett sulla Dichiarazione d'indipendenza degli Stati Uniti.

La firma autografa di Gwinnett sulla Dichiarazione d'Indipendenza (la prima a sinistra sul documento) è molto ricercata dai collezionisti, poiché considerata molto rara: ne esistono infatti solamente una cinquantina di copie conosciute, poiché Gwinnett era un personaggio abbastanza oscuro prima di firmare la Dichiarazione, morendo poi poco dopo senza firmare molti altri documenti.
La contea di Gwinnett in Georgia (un'area suburbana di Atlanta), deve a lui il suo nome, ed è uno dei tre padri fondatori georgiani onorati col Monumento ai Firmatari ad Augusta.
I resti di Gwinnett, considerati perduti nel corso del XIX secolo, vennero ritrovati negli anni '50 e nuovamente sepolti con le dovute cerimonie nel 1964.